# Graafschap Plötzkau
Het Graafschap Plötzkau (Duits: Grafschaft Plötzkau) was tijdens de middeleeuwen een gebied in Midden-Duitsland. Het machtscentrum van het graafschap was de burcht Plötzkau in het gelijknamige stadje aan de Saale. De burcht werd in 1049 voor het eerst genoemd. In de 11e en 12e eeuw was het gebied in handen van de graven van Plötzkau. De laatste zelfstandige graaf, Bernard II, sneuvelde in 1147 tijdens de Tweede Kruistocht. Over de erfenis brak een strijd uit tussen Albrecht de Beer, uit het huis der Ascaniërs, en Hendrik de Leeuw uit de Welfen-dynastie. Uiteindelijk wist Albrecht het gebied te veroveren en behouden. 
Na Albrechts dood viel het graafschap Plötzkau aan zijn zoon Bernhard van Saksen. Bij de verdeling van Bernhards gebieden en titels in 1212 viel Plötzkau aan hertog Albrecht I van Saksen, terwijl Hendrik I de stamlanden van de Ascaniërs in Anhalt erfde. De gebieden van Hendrik grensden direct aan het graafschap Plötzkau.
Plötzkau bleef tot het uitsterven van de Hertogelijke dynastie verbonden met het hertogdom Saksen(-Wittenberg). In 1422 stierf hertog Albrecht III zonder kinderen, waarmee het hertogelijk huis uitstierf. Keizer Sigismund beleende markgraaf Frederik IVvan Meißen met Saksen. Als leen van het Sticht Gernrode bleef het graafschap Plötzkau bleef wel binnen de dynastie van de Ascaniërs en viel als enige deel van de erfenis aan de vorsten van Anhalt.